# Liste der Fahnenträger der Olympischen Winterspiele 1964
Die Liste der Fahnenträger der Olympischen Winterspiele 1964 führt die Fahnenträger bei der Eröffnungsfeier auf.
Beim Einmarsch der Nationen zogen Athleten aller teilnehmenden Länder in das Bergisel Skisprungstadion ein. Bei der Eröffnungsfeier wurden die einzelnen Teams von einem Fahnenträger aus den Reihen ihrer Sportler oder Offiziellen angeführt, der entweder von ihrem jeweiligen Nationalen Olympischen Komitee (NOK) oder von den Athleten selbst bestimmt wurde.

## Reihenfolge
Der griechischen Mannschaft wurde traditionell der Platz an vorderster Stelle gewährt, ein Sonderstatus, der aus der Ausrichtung der antiken und ersten Spiele der Moderne in Griechenland herrührt. Die österreichische Mannschaft marschierte als Gastgebernation zuletzt ein. Die anderen Länder betraten das Stadion in alphabetischer Reihenfolge in der Sprache der Gastgebernation, in diesem Fall Deutsch. Diese Reihenfolge entspricht sowohl der Tradition als auch den Statuten des Internationalen Olympischen Komitees (IOK).

## Liste der Fahnenträger
Nachfolgend führt eine Liste die Fahnenträger der Eröffnungsfeier aller teilnehmenden Nationen auf, sortiert nach der Abfolge ihres Einmarsches. Die Liste ist zudem sortierbar nach ihrem Staatsnamen, nach Mannschaftskürzel, nach Anzahl der Athleten, nach dem Nachnamen des Fahnenträgers und dessen Sportart.

### Nach Nationen
| Abfolge | Nationalmannschaft        | Deutscher Name | Kürzel | Athleten | Eröffnungsfeier          | Eröffnungsfeier       |
| Abfolge | Nationalmannschaft        | Deutscher Name | Kürzel | Athleten | Fahnenträger             | Sportart              |
| ------- | ------------------------- | -------------- | ------ | -------- | ------------------------ | --------------------- |
| 1       | Griechenland              | Griechenland   | GRE    | 3        | Dimitrios Pappos         | Ski Alpin             |
| 2       | Argentinien               | Argentinien    | ARG    | 12       | María Cristina Schweizer | Ski Alpin             |
| 3       | Australien                | Australien     | AUS    | 6        |                          |                       |
| 4       | Belgien                   | Belgien        | BEL    | 8        |                          |                       |
| 5       | Bulgarien                 | Bulgarien      | BUL    | 7        |                          |                       |
| 6       | Chile                     | Chile          | CHI    | 5        |                          |                       |
| 7       | Tschechoslowakei          | ČSSR           | CZS    | 46       | Josef Matouš             | Skispringen           |
| 8       | Dänemark                  | Dänemark       | DEN    | 2        | Svend Carlsen            | Skilanglauf           |
| 9       | Gesamtdeutsche Mannschaft | Deutschland    | EUA    | 96       | Georg Thoma              | Nordische Kombination |
| 10      | Finnland                  | Finnland       | FIN    | 52       | Veikko Hakulinen         | Biathlon              |
| 11      | Frankreich                | Frankreich     | FRA    | 24       | Alain Calmat             | Eiskunstlauf          |
| 12      | Großbritannien            | Großbritannien | GBI    | 36       | Keith Schellenberg       | Rennrodeln            |
| 13      | Indien                    | Indien         | IND    | 1        |                          |                       |
| 14      | Iran                      | Iran           | IRN    | 4        | Ovaness Meguerdonian     | Ski Alpin             |
| 15      | Island                    | Island         | ISL    | 5        | Valdimar Örnólfsson      | Offizieller           |
| 16      | Italien                   | Italien        | ITA    | 6        | Eugenio Monti            | Bob                   |
| 17      | Japan                     | Japan          | JPN    | 47       | Sadao Kikuchi            | Skispringen           |
| 18      | Jugoslawien               | Jugoslawien    | YUG    | 31       |                          |                       |
| 19      | Kanada                    | Kanada         | CAN    | 55       | Ralf Olin                | Eisschnelllauf        |
| 20      | Südkorea                  | Korea          | KOR    | 7        |                          |                       |
| 21      | Libanon                   | Libanon        | LBN    | 4        |                          |                       |
| 22      | Liechtenstein             | Liechtenstein  | LIE    | 6        |                          |                       |
| 23      | Mongolei                  | Mongolei       | MGL    | 13       | Luwsanscharawyn Tsend    | Eisschnelllauf        |
| 24      | Niederlande               | Niederlande    | HOL    | 6        | Ard Schenk               | Eisschnelllauf        |
| 25      | Nordkorea                 | Nordkorea      | PRK    | 13       |                          |                       |
| 26      | Norwegen                  | Norwegen       | NOR    | 58       | Knut Johannesen          | Eisschnelllauf        |
| 27      | Polen                     | Polen          | POL    | 51       | Jerzy Wojnar             | Rennrodeln            |
| 28      | Rumänien                  | Rumänien       | RUM    | 27       | Ion Panțuru              | Bob                   |
| 29      | Schweden                  | Schweden       | SWE    | 57       | Carl-Gustav Briandt      | Offizieller           |
| 30      | Schweiz                   | Schweiz        | SUI    | 72       | Hans Ammann              | Skilanglauf           |
| 31      | Spanien                   | Spanien        | SPA    | 6        | Jorge Rodríguez          | Ski Alpin             |
| 32      | Türkei                    | Türkei         | TUR    | 5        | Osman Yüce               | Ski Alpin             |
| 33      | Sowjetunion               | UdSSR          | URS    | 69       | Jewgeni Grischin         | Eisschnelllauf        |
| 34      | Ungarn                    | Ungarn         | HUN    | 28       | Lajos Koutny             | Eishockey             |
| 35      | Vereinigte Staaten        | USA            | USA    | 89       | Bill Disney              | Eisschnelllauf        |
| 36      | Österreich                | Österreich     | AUT    | 83       | Regine Heitzer           | Eiskunstlauf          |

### Nach Sportarten
| Sportart              | Nationen | Anzahl |
| --------------------- | --- | ------ |
| Biathlon              | Finnland | 1      |
| Bob                   | Italien – Rumänien                                                                                               | 2      |
| Eishockey             | Ungarn | 1      |
| Eiskunstlauf          | Frankreich – Österreich                                                                                          | 2      |
| Eisschnelllauf        | Kanada – Mongolei – Niederlande – Norwegen – Sowjetunion – Vereinigte Staaten                                    | 6      |
| Nordische Kombination | Gesamtdeutsche Mannschaft                                                                                        | 1      |
| Rennrodeln            | Großbritannien – Polen                                                                                           | 2      |
| Ski Alpin             | Argentinien – Griechenland – Iran – Spanien – Türkei                                                             | 5      |
| Skilanglauf           | Dänemark – Schweiz                                                                                               | 2      |
| Skispringen           | Japan – Tschechoslowakei                                                                                         | 2      |
| Offizieller           | Island – Schweden                                                                                                | 2      |
| unbekannt             | Australien – Belgien – Bulgarien – Chile – Indien – Jugoslawien – Libanon – Liechtenstein – Nordkorea – Südkorea | 10     |